# Tolmatjovos flygplats
Tolmatjovos flygplats (ryska: Аэропорт Толмачёво Aeroport Tolmatjovo, engelska: Novosibirsk Tolmachevo Airport) (IATA: OVB, ICAO: UNNT) är belägen i staden Ob i Sibirien, 16 km väster om Novosibirsk,  Rysslands tredje största stad.
Flygplatsen öppnade för trafik den 12 juli 1957. Flygplatsen har två aktiva landningsbanor, 3 600 resp 3 605 meter långa och två passagerarterminaler. Inrikesterminalen helrenoverades 2006. Drygt 2,2 miljoner passagerare passerade flygplatsen 2010.
Tolmatjovo har internationell trafik till bland annat Berlin, Frankfurt, Bangkok, Peking och Dubai.